# 오페라 극장 살인사건
오페라 극장 살인사건(일본어: オペラ座館殺人事件 오페라자칸사쓰진지켄[*])은 김전일 만화책으로는 1번째 스토리이며, 애니메이션 상으로는 8번째 스토리이다. 드라마인 도모토 츠요시의 김전일 소년사건부서는 3번째 스토리이며, 마츠모토 준의 김전일 소년사건부에는 이 사건을 다루지 않는다.

## 수록
읽기 전에 본 기준은 한국에서의 출판 기준임을 알려드립니다.
- 소년탐정 김전일: 1권 ~ 2권
- 소년탐정 김전일 애장판: 1권
  - 애장판의 마크[2]: 팬텀의 가면

## 구성

### 분량
- File 개수: 6개[3]

### 특징
1. 소년탐정 김전일 에피소드 중 가장 짧은 주간 내에 사건이 진행되었다.[4]
2. 소년탐정 김전일의 첫 번째 에피소드이다.
3. 나중에도 자주 출현하는 켄모치 이사무가 최초로 등장한다.

## 등장인물 소개

### 처음부터 살아있는 인물
- 김전일 (金田一一, 킨다이치 하지메)
  - 고등학교 2학년생. 유명한 킨다이치 코스케의 손자. 연극부원이자 소꿉친구인 미유키를 따라 오페라 극장에 음향 담당을 맡으러 갔다가 살인사건에 휘말린다.
- 나나세 미유키 (七瀬美雪)
  - 고등학교 2학년생. 연극부원. 맡고 있는 역할은 알 수 없다. 연극부원들을 따라 오페라 극장에 갔다가 살인 사건에 휘말린다.
- 키리유 하루미 (桐生春美 기류 하루미[*])
  - 자신이 맡은 역할에 충실한 고등학교 2학년생. 이번 연극에서 오페라 스타 카를로타의 역을 맡는다. 츠키시마가 자살한 것에 매우 죄책감을 느끼고 있다.
- 사오토메 료코 (早乙女涼子)
  - 제멋대로인  고등학교 3학년생. 이번 오페라의 유령 연극에서는 여주인공인 크리스틴의 역을 맡고 있다. 츠키시마가 자살한 것에 매우 죄책감을 느끼고 있다.
- 히다카 오리에 (日高織絵)
  - 상당히 활발한 고등학교 2학년생. 연극부에서 배우 역할을 맡고 있지만 상당히 대사를 버벅거린다. 츠키시마가 자살한 것에 매우 죄책감을 느끼고 있다.
- 오가타 나츠요 (緒方夏代)
  - 후도 고교 음악 교사 겸 연극부 고문. 김전일이 입학 시험에서 학교 사상 최고의 성적을 받은 것을 알고, 그가 겉모습과 달리 비범하다는 것을 눈치챘음. 관찰하는 것을 아주 좋아한다. 피아노를 쳐야 하기 때문에 손톱을 기르지 못해서 모조 손톱을 착용하고 다닌다.
- 켄모치 이사무 (剣持勇)
  - 경시청 수사 1과의 경부. 우연히 오페라 극장에 왔다가 살인사건에 휘말린다.
- 후세 미츠히코 (布施光彦)
  - 고등학교 3학년 부장. 여자를 상당히 밝히며 잘난 척을 좋아한다. 김전일을 상당히 싫어한다. 이번 연극에서 유령 역을 맡는다.
- 유우키 에이사쿠 (結城英作, 애니메이션 미등장)
  - 극단의 의사. 수술용 매스나 칼이 손에 익숙하여 그것들로 밥을 먹을 정도로 의사로써의 캐릭터를 보여준다. 상당히 엉뚱한 면이 있는 캐릭터.
- 아리모리 유지 (有森裕二, 애니메이션에서는 츠키시마 료지[月島亮二])
  - 고등학교 2학년생. 연극부에서 소도구 담당을 맡는다. 이번 연극에서 주인공의 연인 역을 맡는다.
- 센도 유타카 (仙道豊)
  - 고등학교 2학년생. 연극부에서 대도구 담당을 맡는다. 이번 연극에서 조연의 역을 맡는다.
- 카미야 슈이치로 (神矢修一郎)
  - 고등학교 2학년생. 연극부에서 조명을 맡거나 배우 역할을 맡는다. 이번 연극에서 조연의 역을 맡는다.
- 쿠로사와 카즈마 (黒沢和馬)
  - 리조트 호텔 오페라 극장의 주인. 극장에서 몇 년 전 딸이 자살했기에 악몽 같은 추억만을 가지고 있다.
- 카게츠 (歌月)
  - 아리모리가 후유코를 생각하며 만든 가공의 인물. 얼굴에 붕대를 감고 있었고 섬에 올 때 가방을 가지고 온 뒤 방에 오페라 대사를 써놓고서는 모습을 감췄다.

### 시작 전부터 이미 살해 당한 인물
이 사건에서는 사건 시작 전에 누군가에게 살해당한 인물은 따로 없다.

### 과거 사건 관련 인물
- 츠키시마 후유코 (月島冬子)
  - 과거의 연극부원. 상당한 연기 능력이 있었고 이번에 할 오페라의 유령 연극에서 캐스팅이 될 수 있었던 가장 유력한 배우. 하지만, 키리유와 오리에, 사오토메의 장난으로 황산이 옷에 묻고 이에 놀란 후유코가 넘어지면서 황산병이 있던 곳에 부딪혀 그 병이 떨어지며 황산이 쏟아지는 바람에 얼굴에 심한 화상을 입게 된다. 그 후에 문병하러 온 연극부의 부원들을 옥상에서 내려다보며 자신이 하고 싶었던 말[5]을 하며 자살한다. 언제나 그녀는 천국을 동경했다.

## 피해자의 상황

### 미리 살해당한 사람
이 사건에서는 범인이 미리 죽인 인물은 따로 없다.

### 사건 내에서 사망한 사람
- 히다카 오리에
  - 오리에의 비명[6]을 들은 김전일과 나머지 사람들이 다른 곳을 찾아보는 사이에 재빨리 무대로 온 범인이 조명 밧줄을 끊어 오리에를 조명에 깔려 죽게 만듦
  - 사인 요약: 엄청난 무게의 조명장치에 깔려 사망
- 키리유 하루미
  - 창문 주변에 밧줄을 매달고 키리유가 밖을 내다보자 줄을 세게 당겨서 교살시켜 나무에 매달음
  - 사인 요약: 교살
- 오가타 나츠요
  - 범인의 트릭에 쓰인 물품을 발견하고 트릭에 대해 눈치 챈 것을 범인이 알아채고 들고 있던 물건으로 머리를 내리침
  - 사인 요약: 머리에 둔기를 맞고 사망
- 아리모리 유지
  - 사오토메를 죽이려고 붙잡고 있던 것을 놓으면서 자신이 장착한 석궁에 가슴을 맞고 사망
  - 사인 요약: 자신이 장착한 석궁에 맞고 사망

### 살해당하지 않은 사람
- 사오토메 료코
  - 첫 번째 살인당할 위기에서는 사오토메가 미유키랑 단 둘이 있을 때 범인이 창문을 깨고 사오토메를 칼로 찌르려 했다. 하지만, 갑자기 등장한 김전일로 인해 범인이 도망가다가 도중에 분장을 풀어 사오토메의 비명소리가 난 곳으로 향하는 척을 했다.
  - 두 번째 살해당할 위기에서는 자신이 범인임이 밝혀진 아리모리가 사오토메를 못움직이게 하고 석궁이 날아올 시간대를 계산하여 자신의 앞에 놔두었지만 츠키시마가 진정으로 원하는 것이 무엇인가에 대해 생각해보고 자신이 붙잡고 있던 사오토메를 밀어냄과 동시에 자신이 석궁에 맞는다.

## 용의자의 살인 동기
- 범인: 아리모리 유지
  - 키리유와 오리에가 죽고 사오토메가 공격받은 이유는 서로 같다. 예전에 츠키시마라는 연극부의 여자아이가 있었다. 츠키시마는 천부적인 스타 기질을 갖고 있었으며 언제나 천국을 동경하는 아이였다. 그리고 어느날, 유명한 영화 관계자들이 많이 참석하는 연극이라서 캐스팅 될 확률이 연극이 열리게 된다. 츠키시마가 여주인공을 하는 것을 상당히 시샘하던 오리에, 키리유, 사오토메는 츠키시마의 옷에 황산을 묻혀 작은 구멍을 내서 놀래킬 생각이었다. 하지만, 황산이 묻은 것에 매우 놀란 츠키시마는 당황하다가 벽에 전시된 황산을 건드려서 황산이 넘어지면서 츠키시마의 얼굴에 부어졌다. 그래서 츠키시마는 늘 붕대를 감고 있었다. 츠키시마는 천국을 동경하고 있었기 때문에 원한을 가지지 않았고 또한, 그 사건의 진상을 아무에게도 밝히지 않았다. 그러한 흉측한 얼굴 때문에 자신이 천국에서 멀어졌다고 생각하던 어느날, 츠키시마는 남자친구인 아리모리[7]와 함께 걸어가다가 그 사건을 일으키게 된 원인인 오리에와 키리유, 사오토메가 서로 이야기를 하는 말을 들었다. 그대화가 진행되는 동안에 사오토메의 "내가 뭐랬어? 걘 혼자서 다 착한척 할 거라 그랬잖아?"라고 하는 말을 듣고 화난 유지를 보고 츠키시마는 말린다. 하지만, 그녀는 계속 이대로만 가다가는 자신의 마음 또한 추악해질 것이라고 생각하고 더욱 추악해지지 않기 위해 현재의 상태로라도 천국에 가고자 했다. 그래서, 그녀는 친구들이 보는 앞에서 병원 옥상에서 뛰어내려 자살한다. 이에 아리모리는 오리에, 키리유, 사오토메의 말에 충격을 받은 츠키시마가 자살한 것이다라고 생각하여 그녀들을 죽이겠다고 다짐한다. 하지만, 츠키시마의 진심은 아리모리가 그 세사람을 용서해주기를 빌고 있었다. 츠키시마는 그러한 마음을 자살하기 전 편지에 담아 아리모리에게 보냈지만, 아리모리는 부모님의 이혼으로 인해 그 편지를 읽지 못했다. 오가타 선생님이 죽은 이유는 아리모리가 오리에 살인을 할 때 쓴 알리바이 트릭을 알아차렸기 때문이다.

## 트릭
- 히다카 오리에
  - 오리에 살해 당시, 범인은 알리바이 공작을 위해 막을 내린 무대 뒤에 오리에를 내보낸다. 그리고 오리에가 오페라의 극장 리허설때 지른 비명을 녹음한 것을 자신에게 알리바이가 있는 특정 시간에 재생되게 만든다. 오리에는 막으로 인해 소리가 차단되어 소리를 들을 수 없다. 오리에의 비명을 듣고 사람들이 오리에를 찾으러 다니는 사이에 범인은 먼저 오리에한테 가서 조명을 연결한 끈을 칼로 잘라내서 오리에가 조명에 깔려 죽게 만든다.
- 키리유 하루미
  - 키리유의 창문에 방 안에서 보이지 않게 밧줄을 고정시킨다. 그리고 키리유의 방 위쪽은 죽은 오리에의 방에 간 뒤에 키리유가 밖을 내다보게 하고서는 밖을 내다보는 순간 줄을 잡아당겨서 교살시킨다. 그리고 창문을 통해 1층으로 내려와서 키리유의 신발을 신고 진흙탕을 지나간다. 그리고 시체를 나무에 고정시킨다. 그리고 오페라의 극장을 연출하기 위해 오리에의 방으로 되돌아 가던 도중 미유키의 방에 얼굴을 내민다.
- 오가타 나츠요
  - 범인에게 있어서 오가타를 죽인 것은 매우 의외의 사건이었다. 음향실에서 오리에 살인때 알리바이 트릭을 오가타가 알아챈 것을 보고 당황한 범인은 오가타를 내리친다. 그리고 오가타가 음향실에 왔던 것을 사람들이 눈치 채서 오가타가 살해 당한 원인이 음향실에 있다는 것을 사람들이 눈치 챌 경우에는 알리바이가 깨져서 자신에게도 혐의가 생기기 때문에 음향실의 먼지를 숨기기 위해 나체로 만들어 욕탕에 집어넣음으로써 목욕을 하다가 당한 것처럼 꾸민다.[8] 하지만, 범인이 너무 당황한 나머지 오가타의 인조 손톱[9] 1개를 음향실에 남겨 두게 된다.
- 사오토메 료코 (1)
  - 카게츠로 변장한 범인은 타이밍을 노려서 사오토메를 죽이려 하지만 실패하고 도망가다가 모퉁이에서 재빨리 변장을 풀어 창문으로 변장을 던지고 사오토메의 비명을 듣고 사오토메의 비명 소리가 난 곳으로 가다가 김전일 일행과 만나는 척 한다. 하지만, 창문의 높이에 비해 범인의 창문쪽의 발자국이 없다는 것에 김전일은 의심을 품는다.
- 사오토메 료코 (2)
  - 범인은 가져갔던 시계와 석궁으로 자동 석궁 발사 장치를 만든다. 시계 바늘에 칼날 같은 것을 고정시켜서 줄이 끊어지면 석궁이 발사되는 장치로 만들었다. 범인은 소도구 담당이라 이러한 것을 만드는 데에는 익숙했다. 그러한 장치를 인형에 숨기고 사오토메가 앉는 자리에 발사되게 만들었지만 김전일의 함정으로 인해 장치가 자신을 노리게 되고, 피하는 바람에 자신이 범인임이 탄로난다.

## 단서
- 오가타 선생님은 음향실에 갔다.
- 키리유 살해 당시 창문의 발자국은 키리유의 것뿐이었다.
- 키리유의 방의 창문 앞에만 진흙탕이 있다.
- 무대의 막을 내리면 막 뒤의 사람에게는 막 앞에서 나는 소리가 들리지 않는다.
- 시계와 석궁은 도난당했다.
- 사오토메도 범인의 표적 중 하나였지만 범인이 사오토메를 죽이려다 실패하자 카게츠는 창에서 뛰어내린다.
- 카게츠가 창에서 뛰어내린 듯한 현장에는 실제로 카게츠가 창문턱을 신발로 밟은 흔적이 없다.
- 오리에 살해 당시 카게츠를 제외하고는 모두에게 알리바이가 있다.

## 추리 루트

### 김전일
1. 오리에가 연극을 연습하기 시작
2. 저녁 식사 시간이 되고 오리에와 카게츠를 제외한 전원이 저녁 식사를 하러 옴
3. 오리에의 비명이 울려 퍼짐
4. 오리에의 시체 발견
5. 오리에의 사망을 타살로 판정
6. 범인 추궁: 알리바이가 없는 사람은?
7. 유일하게 알리바이가 없는 카게츠라는 남자의 존재 확인
8. 섬에서의 탈출 수단이 사라짐을 확인
9. 키리유로부터 츠키시마라는 아이의 이야기를 들음
10. 키리유의 시체 발견
11. 키리유 창문의 진흙탕에 키리유의 신발의 발자국만 있는 것을 발견
12. 무대 의상들의 파손과 유령 의상, 석궁이 사라진 것을 알게 됨
13. 키리유 사망 당시, 미유키가 창으로 가면의 남자를 목격한 것을 알게 됨
14. 오페라의 유령의 스토리에 대해 들음
15. 의문점 추궁: 카게츠라는 사람은 정말 실존인물일까?
16. 의문점 추궁: 주인은 무엇을 감추고 있는 것일까?
17. 의문점 추궁: 왜 범인은 가면을 쓰고 유령 행세를 하며 범행을 행하는 것일까?
18. 오가타 선생님의 시체 발견
19. 오가타의 시체에서 인조손톱 1개가 사라진 것을 눈치챔
20. 오가타의 살인장소랑 시체 발견 위치가 일치하지 않는다는 점을 알아챔
21. 시체 발견 상황을 분석하여 범인에게 예정에 없었던 살인으로 생각한 뒤, 오가타 선생님의 스타킹에 붙은 먼지를 눈치챔
22. 오가타 선생님은 범행 단서를 찾아내 범인에게 살해당한 것으로 단정
23. 의문점 추궁: 오가타 선생님은 무엇을 본 것일까?
24. 사오토메가 방으로 찾아옴
25. 츠키시마 황산 사건의 진상을 들음
26. 범인 추궁: 카게츠는 츠키시마의 가족이거나 친구, 어쩌면 애인일 것이다?
27. 카게츠가 사오토메를 죽이려 방에 침입
28. 김전일이 카게츠를 발견하고 따라감
29. 골목에서 카게츠가 사라지고 뛰어오던 아리모리랑 부딪침. 그 후에 나머지 사람들도 뛰어옴
30. 창문 밖에 유령 의상이 떨어진 것을 발견
31. 창문턱에 진흙 발자국이 없는 것을 발견
32. 살인극이 끝나지 않았다고 단정
33. 막이 내려졌을 때 모양이 맞춰지는 핏자국 발견
34. 의문점 추궁: 범인은 왜 막을 내렸을 때 오리에를 살인했을까?
35. 오가타 선생님의 스타킹의 먼지를 생각하다가 음향실을 떠올리고는 음향실에 가서 오가타 선생님의 인조손톱 발견
36. 미유키와 무대에 가서 막을 내릴시 소리가 들리는가의 여부 시험
37. 의문점 추궁: 범인은 왜 복수극으로 사오토메가 남아있는데 카게츠를 죽인 걸까?
38. 배가 몇 시간 후 도착할 거라는 소식과 시계 및 석궁이 사라진 것을 알게 됨
39. 범인에게 역으로 트릭 재현

## 원작과의 차이

### 애니메이션
학교 내에서의 벌어진 도입부가 전혀 나오지 않은 채 바로 오페라 극장으로 가는 배(교통수단이 기차에서 배로 바뀐 것으로, 극장이 있는 곳은 외딴 섬이 되고 태풍이 들이닥쳐 고립무원의 상태가 된다)에서 시작된다. 유우키 에이사쿠와 켄모치 경부가 나오지 않고, 쿠로사와의 비극적 추억은 등장하지 않는다. 범인은 카미야로 바뀌어 자살방식도 바뀌었다. 또한, 오가타가 극장 요리사로 전직(?)해 욕조 속에서도 옷을 입고 있어(먼지 대신) 추리의 단서를 제공하며, 대신 고문 교사로 후유코의 오빠, 츠키시마 료지가 등장한다. 또한 오리에 사건의 단서가 핏자국에서 샹들리에 조각으로 바뀐다.

### 드라마 (마츠모토 준의 김전일 소년사건부)
마츠모토 준의 김전일 소년사건부에는 이 사건을 다루고 있지 않는다.

## 에피소드 내 용어
- 황산 사건
  - 츠키시마는 유명한 영화 감독들이 많이 오는 연극의 여주인공을 맡게 된다. 이에 시샘하던 키리유, 오리에, 사오토메는 츠키시마의 황산으로 옷에 구멍을 내서 놀래켜줄 생각이었다. 하지만, 막상 황산으로 인해 옷에 구멍이 날 때 츠키시마가 매우 심하게 놀라는 바람에 벽장에 부딪혔고, 벽장에서 황산이 떨어지면서 츠키시마의 얼굴에 뿌려졌다. 그 이후로는 츠키시마는 붕대를 하고 다니게 되었다.
- 츠키시마 자살 사건
  - 츠키시마는 황산 사건으로 인해 병원신세를 지게 된다. 츠키시마는 사오토메, 오리에, 키리유가 나누던 말[10]을 듣고 마음이 점점 추악해 진다고 생각하여 마음이 진짜로 추악해지기 전에 목숨을 끊으려 한다.[11] 그리고, 츠키시마는 미유키를 제외한[12] 연극부원들이 병문안을 왔을 때 병원에서 "난 오페라 극장의 유령.. 생각했던 것보다 더 추해보이지? 이 흉칙한 괴물은 지옥의 불구덩이에서 타오르면서 그래도 천국을 동경한다."라는 오페라의 유령의 대사를 말하고 자살한다.
- 리조트 호텔 오페라 극장
  - 이번 사건의 무대가 된 장소. 리조트 호텔 오페라 극장의 주인인 쿠로사와 카즈마의 딸이 이 극장에서 애인에게 차였다는 이유로 자살한다. 이 극장은 이 사건 이후로는 철거 예정이 되었다.